# گرترود کایاگا مولیندوا
گرترود کایاگا مولیندوا یک کتابدار اوگاندایی است. وی دومین مدیر کتابخانه ملی اوگاندا و مدیر انجمن و مؤسسه کتابخانه و اطلاعات آفریقا نیز می‌باشد. او همچنین دارای مشاغل داوطلبانه مختلفی در سازمان‌هایی است که سوادآموزی و خدمات کتابخانه‌ای را در سرتاسر اوگاندا ترویج می‌کنند.

## پیشینه و آموزش
مولیندوا در دانشگاه مکرری در اوگاندا و دانشگاه ولز شرکت کرد. در سال ۲۰۱۹، او جزو از اولین فارغ التحصیلان آفریقایی آکادمی رهبری انجمن کتابخانه‌های عمومی بود.

## کار در بوتسوانا
مولیندوا به عنوان مدیر سرویس کتابخانه ملی بوتسوانا در گابورون کار می‌کرد و به توسعه کتابشناسی ملی به نام مجموعه بوتسوانا کمک کرد. این کار از اوایل دهه ۱۹۸۰ شروع شد، زمانی که اوگاندا از نظر منابع و فناوری از سایر کشورها بسیار عقب‌تر بود. در دهه ۱۹۹۰، کتابشناسی در بوتسوانا رشد کرد، نه تنها به دلیل تعداد روزافزون نشریات، بلکه به دلیل اجرای منابع و فناوری جدید مانند سیستم‌های رایانه‌ای مورد استفاده با اجرای ISBN برای فهرست نویسی. رسانه‌های مختلف، مانند ویدئو، و همچنین انتشارات به زبانهای مختلف اکنون در کتابخانه ملی بوتسوانا گنجانده شده است. نه فقط همه چیزهایی که منتشر شده، بلکه همه چیزهایی که در بوتسوانا فیلمبرداری شده، و تمام گزارش‌ها و همه تحقیقات انجام شده در بوتسوانا به مجموعه بوتسوانا اضافه شده است. مولیندوا استدلال کرده است که حفظ منابع از طریق کتابشناسی فقط برای آیندگان تاریخی نیست، بلکه برای گسترش دانش، هر آنچه برای استفاده عمومی در دسترس است.
علاوه بر تلاش‌های برنامه‌های سوادآموزی، مولیندوا و دیگران از گسترش برنامه‌های پس از سوادآموزی برای کمک به ایجاد و حفظ مهارت‌های سوادآموزی و فرهنگ خواندن در بوتسوانا حمایت کردند. اتاق‌های مطالعه روستایی در دهه‌های ۱۹۸۰ و ۱۹۹۰ برای کمک به ترویج فرهنگ مطالعه دوستانه ایجاد شدند و مفهوم کتابخانه عمومی را به روستاهای دور افتاده منتقل کردند تا مطالب خواندنی در دسترس همگان قرار دهند. در سال ۲۰۰۰، مولیندوا تلاش‌های اتاق‌های مطالعه روستا را تحلیل کرد و یافته‌های خود را در کنفرانس ایفلا در اسرائیل ارائه داد.

## کار در اوگاندا
مولیندوا در سال ۲۰۰۰ به اوگاندا بازگشت و در آنجا به مدت سه سال در دانشگاه شهدای اوگاندا، انکوزی، به عنوان کتابدار ارشد مشغول به کار شد. او سپس مدیر کتابخانه ملی اوگاندا (NLU) شد.
با وجود کمبود بودجه در میان مشکلات دیگر، رهبری NLU به جوامع کمک می‌کند تا کتابخانه‌های خود را اداره کنند. مولیندوا در مورد رابطه NLU با کتابخانه‌های کوچک جامعه اظهار داشت: «ما سیاست‌هایی را تعیین می‌کنیم، دستورالعملهایی را در مورد استانداردها به آنها ارائه می‌دهیم و دستورالعمل‌هایی را برای آنها در مورد نحوه اداره کتابخانه‌ها تهیه می‌کنیم. اما آنها اداره روزانه کتابخانه‌ها را انجام می‌دهند.»
مولیندوا نایب رئیس انجمن ملی کتاب اوگاندا است که فرهنگ کتاب‌خوانی را در اوگاندا از طریق برنامه‌هایی مانند هفته ملی کتاب ترویج می‌کند. او همچنین یکی از بنیان‌گذاران و خزانه‌دار انجمن کتابخانه‌های اجتماعی اوگاندا-UgCLA است و منابعی را در اختیار جوامع قرار می‌دهد که به آنها اجازه می‌دهد کتابخانه‌های خود را راه‌اندازی، اجرا و نگهداری کنند. او عضو کمیته سوادآموزی کودکان کا توتاندیک است، یک سازمان غیردولتی که خواندن را تشویق می‌کند، از دوران کودکی سالم و حقوق برابر در میان شهروندان اوگاندا حمایت می‌کند.